# Вриштавци (филм)
Вриштавци (енгл. Screamers) или Скримерси је филм из 1995. године, који је режирао Кристијан Дјуге, у продукцији компаније Triumph Films, са сценаријом који су писали Ден О’Бенон и Мигел Техада Флорес. Главне улоге тумаче Питер Велер, Рој Дипи и Џенифер Рубин. Године 2009. снимљен је наставак под називом Вриштавци 2: Лов.

## Радња
Радња се одвија 2078. године на планети Сиријус 6б, рударској колонији „НЕБ“ (Нови економски блок, N.E.B.). У протеклих 50 година, „НЕБ“ Корпорација је контролисала вађење ресурса у свим познатим планетарним системима. 16. јула 2064. на Сиријусу 6б пронађено је ново гориво – минерал беринијум – решење за глобалну енергетску кризу. Рудници су изграђени на планети да би га извукли. Нешто касније, рудари и научници су открили да је екстракција беринијума, неизбежно праћена ослобађањем смртоносних отровних и радиоактивних супстанци. Одбили су да наставе рад и зазидали руднике. Као одговор, корпорација је послала трупе на планету да поврате контролу и наставе са рударењем. Међутим, трупе су наишле на јак отпор.
У то време, становници других планета (углавном Земље) формирали су такозвани „Савез/Алијансу“ да помогну радницима који се боре на Сиријусу 6б. „НЕБ“ је објавио рат „Савез“. Ова ситуација изазвала је расцеп становништва на присталице НЕБ-а и Алијансе и нови хладни рат на Земљи. Међутим, војне операције су вођене само на колонијама Земље и углавном на Сиријусу 6б. Након четири године конфронтације, НЕБ је покренуо масовне нападе на градове Сиријус 6Б, користећи нуклеарно и бактериолошко оружје. Некада просперитетна планета се претворила у рушевине. Цивилно становништво је готово потпуно уништено. Преживели побуњеници и војници корпорација, затворили су се у утврђене бункере и наставили сукоб.
Ситуација се променила, када су научници Алијансе на Земљи, развили аутономне покретне мачеве - минијатурне борбене роботе, наоружане кружним тестерама (отуда и њихово друго име - „резачи“), способне да се прилично брзо крећу испод земље, скачу ниско изнад површине приликом напада, и што је најважније, да уче. Продоран врисак при нападу - звецкање које емитују њихове електричне тестере - у стању су да омаме непријатеља (отуда и назив - „вриштавци“). Једина сврха ових машина, била је распарчавање и, као резултат тога, убијање било којег живог организма, са накнадним транспортом њихових делова, у подземну базу на прераду (филм указује, да се распадањем тела ослобађа метан - ово је гориво, течност за очи – мазиво). Свим војницима Алијансе, издате су електронске наруквице, чији сигнали ометају системе циљања вриштаваца, који хватају ритам откуцаја срца човека, због чега не могу да нападну носиоце таквих наруквица, сматрајући да су већ мртви. Прве копије машина су испоручене са Земље, али је скоро одмах изграђена подземна станица на Сиријусу 6б, за производњу нових робота. Сва брига за одржавање станице, снабдевање енергијом, испоруку потребних ресурса и унапређење механизама, у потпуности је поверена самим роботима.
Пуковник Џозеф Хендриксон, командант снага Алијансе на Сиријусу 6Б, прима поруку од команданта НЕБ-а маршала Ричарда Купера, који нуди примирје. Војник НЕБ-а који је пренео поруку, дао је живот да је пренесе. Истог дана, транспортни шатл Алијансе, који је превозио војнике до друге планете „Тритона-4“, срушио се у близини бункера. Од 38 људи на броду, преживео је само један - редов снајпериста Џеферсон, звани „Ас“. Он потврђује информацију, да су на Тритону-4 пронађена налазишта беринијума и наводи да НЕБ и Алијанса тамо спремају нову ратну кампању.
Схвативши да је даљи рат на Сиријусу 6б бесмислен, Хендриксон одлучује да прихвати понуду примирја и заједно са Џеферсоном одлази у главни бункер НЕБ-а, у потрази за маршалом Купером, шефом НЕБ снага на планети. Успут, сусрећу дечака по имену Дејвид, који држи плишаног меду у наручју. Дејвид открива да је изгубио родитеље током бомбардовања града. Хендерсон и Џеферсон воде дечака са собом; касније, војници НЕБ корпорације, Рос и Бекер су упуцали дечака и убили га са велике удаљености. Испоставља се, да је дечак вриштавац, прерушен у људско биће.
Становници бункера НЕБ, одводе дошљаке у подземно складиште, где упознају трећу становницу бункера, девојку по имену Џесика Хансен. Небовци обавештавају придошлице, да су и сами изгубили контакт са сопственом командом, након што су њихове колеге дозволиле истом дечаку да уђе у командни бункер.
Доласком до бункера, свуда проналазе трагове крви и ни једну живу особу. Комуникациони сателити корпорације нису у функцији, а очигледно су сви војници НЕБ-а на планети мртви. Изненада, Роса напада вриштавац налик рептилу непознатог модела. Убијен је, али цела гомила „Дејвида” је на путу, па сви осим Хендриксона журно беже. Пуковник, користећи једини рачунар који ради, проналази информације о моделима вриштаваца које је срео. Рептил - модел 1 побољшан, „Дејвид” - модел 3. Не може да добије информације о моделу 2.
По повратку у складиште, Хендриксон пријављује непознату врсту. Џесика открива да је то рањени војник који моли за помоћ. Бекер, наводно погрешно сумњајући да је Рос вриштавац, убија га. Сви крећу назад у бункер Алијансе. На путу до бункера, Хендриксон унутра контактира свог заменика Чака Елбарака и из механичких и монотоних одговора, разуме да су сви у бункеру мртви, а он разговара са вриштавцем. Гомила „Дејвида” која је изашла у сусрет Хендриксону бива уништена нуклеарном мини-плутонијуском ракетом, коју је Џеферсон украо из складишта у бункеру НЕБ.
Након експлозије, Бекер, за кога се испоставило да је вриштавац до сада непознатог другог модела, убија Џеферсона. Хендриксон и Џесика путују у планине Њу Аламо, где је Алијанса сакрила свемирски брод, као последње средство за евакуацију највиших официра. У хангару, пуковника напада вриштавац који је копија Чака. Он говори о смрти маршала Купера и да су машине научиле да користе кожу мртвих људи за своју намену. Пуковник убија вриштавца модела 2 са Чаковим изгледом и, стигавши до брода, сазнаје да је дизајниран за једну особу. Пуковник нуди да Џесика одлети, али се испоставило да је и она вриштавац. Појављује се копија Џесике и долази до борбе између робота. „Џесика #2“ критично оштећује „Џесику #1“, али изгори када се мотор загреје. Хендриксон лети са планете. „Џесика број 1“ је имала много прилика да уништи Хендриксона, али их није искористила. Ум робота био је на путу хуманизације и спознао је љубав.
Али када брод оде у свемир, кренувши ка Земљи, а Хендриксон се искључи и баци наруквицу иза леђа, испоставило се да се на броду налази и мала играчка, иста какву су носили вриштавци трећег модела. Наруквица пада директно на играчку. Медо се креће. Брод, убрзавајући се, нестаје у црном понору свемира.